# Tam Thánh Huệ Nhiên
Tam Thánh Huệ Nhiên, hay còn gọi Tam Thánh Tuệ Nhiên (tiếng Trung: 三聖慧然/ Sānshèng Huìràn hoặc 三圣慧然, ja. sanshō enen), tk. 9, là Thiền sư Trung Quốc, một trong những môn đệ thượng thủ nối pháp của Thiền sư Lâm Tế Nghĩa Huyền. Sư cũng là người biên soạn những pháp ngữ của Lâm Tế trong Lâm Tế Lục.
Sau khi được Lâm Tế ấn khả, sư chu du khắp nơi, tiếng tăm lừng lẫy. Sư thăm viếng nhiều tùng lâm và đến đâu cũng được tiếp đãi trọng hậu. Công án 49 trong Bích nham lục thuật lại cuộc gặp gỡ của sư với Thiền sư Tuyết Phong Nghĩa Tồn. Sư hỏi: "Cá vàng thoát lưới lấy gì làm thức ăn?" Tuyết Phong đáp: "Đợi ông ra khỏi lưới rồi đến đây sẽ nói." Sư bảo: "Là thiện tri thức của 1500 người mà thoại đầu cũng không biết." Tuyết Phong bèn nói: "Lão tăng trụ trì nhiều việc."
Đến gặp Thiền sư Hương Nghiêm Trí Nhàn. Hương Nghiêm hỏi: "Từ đâu đến?" Sư đáp: "Từ Lâm Tế đến." Hương Nghiêm hỏi: "Đem được kiếm của Lâm Tế đến chăng?" Sư chẳng nói, lấy toạ cụ đánh Hương Nghiêm rồi đi. Hương Nghiêm im lặng mỉm cười.
Đến viếng Thiền sư Đức Sơn Tuyên Giám. Vừa thấy sư trải toạ cụ ra, Đức Sơn liền bảo: "Chớ có trải cái khăn phủi bụi, nơi đây không có canh cặn cơm thừa." Sư đáp: "Dù có cũng không có chỗ đổ." Đức Sơn liền đánh, sư chụp gậy và đẩy thẳng đến giường thiền. Đức Sơn cười to. Sư nói: "Trời xanh!" rồi xuống nhà tham thiền.
Thiền sư Ngưỡng Sơn Huệ Tịch rất mến tài hùng biện của sư. Lúc mới gặp, Ngưỡng Sơn hỏi: "Ông tên gì?" sư thưa: "Huệ Tịch." Ngưỡng Sơn ngạc nhiên bảo: "Huệ Tịch là tên của ta." Sư liền nói: "Huệ Nhiên." Ngưỡng Sơn cười lớn.
Một ông quan đến thăm, Ngưỡng Sơn hỏi: "Quan ở vị nào?" Quan thưa: "Dẹp quan." Ngưỡng Sơn dựng phất tử hỏi: "Lại dẹp được cái này chăng?" Ông quan không đáp được và trong chúng cũng không ai trả lời vừa lòng Ngưỡng Sơn. Lúc đó sư đang nằm tại Niết-bàn đường (nơi nuôi dưỡng bệnh nhân), Ngưỡng Sơn sai thị giả đến trình. sư đáp: "Hoà thượng có việc." Ngưỡng Sơn lại sai thị giả hỏi: "Chưa biết có việc gì?" Sư lại đáp: "Tái phạm chẳng tha." Nghe vậy Ngưỡng Sơn thầm nhận và có ý định truyền Phất tử của Bách Trượng lại cho sư (Thiền sư Bách Trượng Hoài Hải trao cho Hoàng Bá Hi Vận thiền bản bồ đoàn, trao cho Quy Sơn Linh Hựu phất tử, Quy Sơn lại truyền cho Ngưỡng Sơn) nhưng sư từ chối không nhận vì đã có thầy. Ngưỡng Sơn nhân đây mới biết sư là môn đệ của Lâm Tế.
Sau, sư trụ trì tại Viện Tam Thánh, học chúng đến rất đông.
Không biết sư tịch nơi nào, năm nào.